# Liste der Bischöfe von Lugo
Die folgenden Personen waren Bischöfe von Lugo (Spanien):
- Heiliger Capiton
- Agrestio (um 433)
- Nitigio, Nitigis, Nitigisio oder Nitigesio (ca. 570 bis ca. 585)
- Becila (um 589)
- Vasconio (um 633 bis 646)
- Hermenegildo I. (um 653 bis 656)
- Rectógenes (um 657)
- Eufrasio (um 681 bis 688)
- Potencio (um 695)
- Odoario (ca. 750 bis ca. 780)
- Adulfo (um 832)
- Gladilano (842/850 bis um 861)
- Froilan (um 875–883)
- Flaviano oder Flayano (883 bis um 885)
- Recaredo (um 885–923/4)
- Ero (924–941)
- Gonzalo/Gudesteo (942–950)
- Hermenegildo II. (950–985)
- Pelayo (985 bis um 1000)
- Diego (um 1017)
- Suario (um 1022)
- Pedro I. (um 1022–1058)
- Maurelo (1058–1060)
- Vistrario (1060–1086)
- Amor (1088–1096)
- Pedro II. (1098–1113)
- Pedro III. (1114–1133)
- Guido (1134–1152)
- Juan (1152–1181)
- Rodrigo I. Menéndez (1181–1182)
- Rodrigo II. Fernández (1182–1218)
- Ordoño (1218–1226)
- Miguel (1226–1270)
- Fernando Arias (1270–1276)
- Juan Martínez (1277–1281)
- Alonso Yáñez (1281–1284)
- Arias Soga (1284–1286)
- Fernando Pérez de Paramo (1286–1294)
- Arias de Medin (1294–1300)
- Rodrigo Martínez (1300–1306)
- Juan Hernández (1307–1318)
- Rodrigo Ibáñez (1319–1327)
- Juan Martínez (1327–1348/9)
- Pedro López de Aguilar (1349–1390)
- Lope (1390–1403)
- Juan de Freijo (1403–1409)
- Juan Enríquez (1409–1417)
- Fernando de Palacios (1418–1434)
- Álvaro Pérez de Osorio (1434–1440)
- García Martínez de Bahamonde (1440–1445) (1. Mal)
- Pedro Silva y Tenorio (1445–1447)
- García Martínez de Bahamonde (1447–1475) (2. Mal)
- Alonso Enríquez de Lemos (1476–1494/5)
- Alonso Suárez de la Fuente del Sauce (1495–1500)
- Diego Ramírez de Guzmán (7. Februar 1500 bis 26. Juni 1500) (auch Bischof von Catania)
- Pedro Ribera (1500–1530)
- Martín Tristán Calvete (1534–1539) (auch Bischof von Oviedo)
- Juan Suárez Carvajal (1539–1561)
- Francisco Delgado López (1561–1566) (auch Bischof von Jaén)
- Fernando Vellosillo Barrio (1567–1587)
- Juan Ruiz de Villarán (1587–1591)
- Lorenzo Asensio Otaduy Avendaño (1591–1599) (auch Bischof von Avila)
- Pedro Castro Nero (1599–1603) (auch Bischof von Segovia)
- Juan García Valdemora (1603–1612) (auch Bischof von Tui)
- Alfonso López Gallo (1612–1624) (auch Bischof von Valladolid)
- Diego Vela Becerril (1624–1632) (auch Bischof von Tui)
- Diego Castejón Fonseca (1634–1636)
- Juan Vélez de Valdivielso (1636–1641) (auch Bischof von Avila)
- Pedro Rosales Encio (1641–1642)
- Juan (de la Serna) Sánchez Alonso de Guevara (1643–1646)
- Juan del Pozo Horta, O.P. (1646–1650) (auch Bischof von León)
- Francisco de Torres Sánchez de Roa (1650–1651)
- Juan Bravo Lasprilla (1652–1660)
- Andrés Girón (1660–1664)
- Matías Moratinos Santos (1664–1669)
- Juan Asensio (1669–1673) (auch Bischof von Avila)
- Juan Aparicio Navarro (1673–1680) (auch Bischof von León)
- Antonio Medina Cachon y Ponce de Leon (1680–1685) (auch Bischof von Cartagena)
- Miguel de Fuentes y Altossano (1685–1699)
- Lucas Bustos de la Torre (1700–1710)
- Andrés Capero Agramunt, O. Carm. (1713–1719)
- Manuel Santa Maria Salazar (1720–1734)
- Cayetano Gil Taboada (1735–1745) (auch Erzbischof von Santiago de Compostela)
- Juan Bautista Ferrer y Castro (1745–1748)
- Francisco Izquierdo y Tavira, O.P. (1748–1762)
- Juan Sáenz de Bururaga (1762–1768) (auch Erzbischof von Saragossa)
- Francisco Armañá Font, O.S.A. (1768–1785) (auch Erzbischof von Tarragona)
- Antonio Paramo Somoza (1785–1786)
- Felipe Pelaez Caunedo (1786–1811)
- José Antonio Azpeitia de y Sáenz de Santamaria (1814–1824) (auch Bischof von Cartagena)
- Hipólito Antonio Sánchez Rangel de Fayas, O.F.M. (1824–1839)
- Santiago Rodríguez Gil, O.P. (1847–1857)
- José Ríos de los Lamadrid (1857–1884)
- Gregorio María Aguirre y García, O.F.M. (1885–1894) (auch Erzbischof von Burgos)
- Benito Murúa y López (1894–1909) (auch Erzbischof von Burgos)
- Manuel Basulto Jiménez (1909–1919) (danach Bischof von Jaén)
- Plácido Ángel Rey de Lemos, O.F.M. (1919–1927)
- Rafael Balanzá y Navarro (1928–1960)
- Antonio Oña de Echave (1961–1979)
- José Higinio Gómez González, O.F.M. (1980–2007)
- Alfonso Carrasco Rouco (2007–…)